# 井上稀翔
井上 稀翔（いのうえ きしょう、2000年12月6日 - ）は、日本の俳優。東京都出身。スターダストプロモーション所属。

## 来歴
2015年公開の雑賀俊朗監督によるダンス映画『神話の国の子どもたち』主演。

## 出演作品

### 映画
- 神話の国の子供たち - 山幸彦
- 百瀬、こっちを向いて。（2014年5月10日）

### テレビドラマ
- ディア・シスター（2014年10月16日 - 12月18日、フジテレビ） - 上杉景虎 役
- ケイジとケンジ〜所轄と地検の24時〜 第7話（2020年2月27日、テレビ朝日）
- 年下彼氏 episode6（2020年4月26日、朝日放送テレビ） - 生徒 役

### CM
- レベルファイブ「レイトン教授シリーズ」